# Anicla forbesi
Anicla forbesi là một loài bướm đêm thuộc họ Noctuidae. Loài này có ở Nova Scotia tới miền tây Ontario, phía nam đến miền bắc Ohio và Pennsylvania, dọc theo dãy núi Appalachian tới tây nam Virginia và phía tây đến miền bắc Michigan, miền trung Wisconsin và miền bắc Minnesota.
Sải cánh dài khoảng 35 mm. Con trưởng thành bay từ tháng 6 đến tháng 8.
Ấu trùng ăn Phleum pratense và có thể nhiều loại cỏ khác mọc hoang.